# Molondin
Molondin est une commune suisse du canton de Vaud, située dans le district du Jura-Nord vaudois.

## Population

### Gentilé
Les habitants de la commune se nomment les Molondinois.
Ils sont surnommés lè Coumcllio (les crèmaillères en patois vaudois),.

## Monuments
La commune était le siège de l'ancienne seigneurie de Saint-Martin-du-Chêne dont il ne reste aujourd'hui que les ruines du château, classées comme bien culturel suisse d'importance nationale.

## Économie
Le centre d'innovations Agropôle ayant pour but d'accueillir des sociétés agricoles.